# Rakhshān Banietemad
Rakhshān Banietemad (persa: Rakhshan Banayatmad (Teherán, Irán, 3 de abril de 1954) es un directora de cine y guionista iraní aclamada internacional y críticamente. Es ampliamente considerada una de las principales directoras femeninas, y sus películas han sido elogiadas en festivales internacionales, además de ser populares entre la crítica y el público iraní. Su título como "Primera dama del cine Irání" no solo es una referencia a su prominencia como cineasta, sino que también connota su papel social en la fusión de la política y la familia en su trabajo.

## Biografía
Rakhshan Banietemad nació en una familia de clase media. Mientras que sus padres querían que ella siguiera una carrera en la enseñanza, ella demostró un interés en el cine desde una edad temprana. Cuando era adolescente, decidió estudiar la película. Recibió su licenciatura en estudios de cine de la Universidad de Arte Dramático de Teherán. Poco después de completar su título, Banietemad comenzó a trabajar para la red de televisión iraní IRIB (República Islámica de Irán de Radiodifusión), donde comenzó a dirigir películas documentales para televisión. Sus películas están inmersas en los problemas sociales y económicos de Irán.
Banietemad no recibió elogios inmediatos al ingresar a la industria cinematográfica. Sus primeros largometrajes fueron recibidos por duras críticas. Sin embargo, finalmente obtuvo un éxito crítico y popular en 1991 con su película Nargess. Recibió el Premio al Mejor Director del Festival de Cine Fajr, que marca la primera vez en la historia del festival que una mujer recibió el Premio al Mejor Director. Desde entonces, ha recibido numerosos premios por sus películas, incluido el Bronze Leopard Award por The Blue-Veiled en el Festival de Cine de Locarno de 1995.
Si bien las películas de Banietemad han sido aclamadas y honradas en todo el mundo, sus documentales también han sido exitosos y populares a nivel internacional. Our Times (2002) fue el primer documental jamás publicado en cines en Irán. También se proyectó en festivales y canales de televisión de gran prestigio y prestigio, como IDFA, Sundance Film Festival y ARTE.
Hacer documentales ha sido su principal manera de conectarse con la sociedad y los problemas sociales. De hecho, los aspectos realistas y la sensación auténtica de sus largometrajes se derivan de su estilo documental a las cuestiones sociales y de la vida. Su enfoque para hacer documentales y para describir problemas sociales ha sido tan fuerte y efectivo que sus trabajos siempre han llevado a cambios en la vida de sus sujetos documentales. Sus documentales se centran en temas de pobreza, criminalidad, divorcio, poligamia, normas sociales, tabúes culturales, opresión de las mujeres y expectativas culturales.
Con su película de 2002, Our Times, Banietemad se convirtió en la primera cineasta en enfrentar explícitamente la Guerra Irán-Irak, colocándola en un papel importante en la historia del cine iraní. Se sabe que desafió los códigos de censura hasta el límite.
Banietemad tiene un interés y una atracción por los personajes femeninos fuertes que se ocupan de temas sociales. En sus películas más recientes, presenta personajes de clase baja que luchan por ganarse la vida. Destaca la fuerza y la resistencia de las mujeres iraníes como la esperanza para el futuro del país. A pesar de las barreras legales y culturales y las dificultades económicas para las mujeres de bajos ingresos, su fuerte naturaleza es la admirable calidad de las mujeres en Irán. Además, sus películas se centran en las relaciones complejas entre las madres y sus hijos. Esto se debe a su propia experiencia como madre en Irán, pero también a la incapacidad de la mujer iraní para enfrentar su vida sin considerar el papel de su madre, una realidad que está muy arraigada en la estructura patriarcal iraní.
A pesar del predominio de fuertes protagonistas femeninas en su trabajo, Banietemad no debe asociarse con el cine feminista. De hecho, Banietemad ha rechazado explícitamente la etiqueta que a menudo le aplican los festivales de cine occidentales como "cineasta feminista". Ella está más preocupada por la lucha universal de los peldaños más bajos de la sociedad, sin importar el género. Ella no se identifica con la etiqueta debido a las implicaciones de la palabra "feminista", que en Irán tiene una connotación más negativa que en Estados Unidos. Según Banietemad, mientras la comprensión del término permanezca en Irán, ella se desconectará con la etiqueta.
Junto con su enfoque documental del cine ficticio, el estilo característico de Banietemad consiste en películas que tratan temas sociales específicos de Irán, pero que aún mantienen un gran atractivo internacional. Ella es reconocida por reflexionar sobre las luchas de las clases más bajas de Irán, la difícil situación de las mujeres solteras y madres solteras en Irán y las complicadas relaciones familiares. A menudo examina la dualidad de la naturaleza humana en los espacios familiares y laborales. Para acomodar las convenciones documentales, sus personajes se dirigen directamente a la cámara.
Su película Tales fue seleccionada para competir por el León de oro en el 71.er Festival Internacional de Cine de Venecia.

## Legado
Con una colección de películas que combinan honestidad absoluta con sutilezas extraordinarias, Banietemad ofrece un análisis de las presiones culturales actuales para moldear la vida de las mujeres iraníes. Es ampliamente reconocida entre el público y los críticos iraníes como uno de los cineastas más destacados de Irán, y también ha gozado de popularidad internacional. Fue galardonada con un título honorífico de SOAS en 2008.

## Vida personal
Ella es la esposa del productor de cine iraní Jahangir Kosari. Su hija es el actor iraní Baran Kosari, quien ha trabajado con su madre en la mayoría de sus películas. Kosari comenzó a actuar desde una edad temprana, y ahora es una actriz profesional. Ella ha aparecido en las películas de su madre, así como las de otros cineastas iraníes.

### Acciones humanitarias
Banietemad donó su premio internacional para la película Ghesseh-ha para construir un refugio para mujeres sin hogar. También donó algunos de sus premios para ayudar a las mujeres desfavorecidas.

## Cine
| Año  | Película                                                        |
| ---- | --------------------------------------------------------------- |
| 2014 | Tales (Ghesseh ha)                                              |
| 2009 | Heiran (producer), director: Shalizeh Arefpour,                 |
| 2006 | Mainline (Khun bazi),                                           |
| 2005 | Gilaneh,                                                        |
| 2000 | Under the Skin of the City (Zir-e pust-e shahr),                |
| 1998 | Baran and the Native (Baran va bumi), part of feature film Kish |
| 1997 | The May Lady (Banu-ye ordibehesht)                              |
| 1994 | The Blue-Veiled (Rusari abi)                                    |
| 1991 | Foreign Currency (Poul-e khareji)                               |
| 1988 | Canary Yellow (Zard-e qanari)                                   |
| 1987 | Off the Limits (Kharej az mahdudeh)                             |

## Documentales
| Año  | Documentales                                                               |
| ---- | -------------------------------------------------------------------------- |
| 2013 | Karestan Documentary films (artistic consultant)                           |
| 2016 | Hey, Humans (Ay, Adamha)                                                   |
| 2015 | One Hour in a Lifetime (Yek saat az yek omr)                               |
| 2015 | All My Trees (Hameh derakhtan-e man)                                       |
| 2014 | The Other Side of Mirrors (An sooy-e ayeneh ha)                            |
| 2014 | The Mirrors Recital (Concert-e ayeneh ha)                                  |
| 2014 | The Concert of the Lords of Secrets (concert-e khodavandan-e asrar)        |
| 2014 | Mahak My Home (Khaneh man Mahak), a teamwork                               |
| 2012 | Keep Children in School (Bacheh ha ra dar madreseh negahdarim), a teamwork |
| 2012 | The Room No. 202 (Otahgh-e 202), part of Kahrizak 4 Views                  |
| 2012 | I’ll see you Tomorrow Elina (Farda mibinamet Elina)                        |
| 2010 | We Are Half of Iran's Population (Ma nimi az jameiat-e Iranim)             |
| 2009 | Angels of the House of Sun (Hayat khalvate khaneh khorshid)                |
| 2008 | Second Home (producer), Director: Mahvash Sheikholeslami                   |
| 2009 | 3D Carpet (Farsh-e 3 Bodi), Part of "Iranian Carpet"                       |
| 2002 | Our Times… (Ruzegar-e ma…)                                                 |
| 1996 | Under the Skin of the City (Zir-e pust-e shahr)                            |
| 2007 | The Last Visit withIránDaftari (Akharin didar baIránDaftari)               |
| 1995 | To Whom Do You Show These Films? (In filmha ra beh ki neshun midin?)       |
| 1993 | Spring to Spring (Bahar ta bahar)                                          |
| 1993 | The 1992 Report (Gozaresh-e 71)                                            |
| 1986 | Centralization (Tamarkoz)                                                  |
| 1981 | The War Economic Planning (Tadbirha-ye eqtesadi-e jang)                    |
| 1980 | Occupation of Migrant Peasants in the City (Mohajerin-e roustai dar shahr) |
| 1979 | The Culture of Consumption (Farhang-e masrafi)                             |

## Premios
| Año  | Condecoración                                          | Organización                                                                                             | País            |
| ---- | ------------------------------------------------------ | --- | --------------- |
| 2017 | Honorary Golden Cyclo                                  | 23th Vesoul International Film Festival of Asian Cinema                                                  | Francia         |
| 2016 | Cinema Honorary Award                                  | Ethics and Prayer Award for social and civilian activities                                               | Irán            |
| 2016 | Cinema Honorary Award                                  | 4th International Women Film Festival                                                                    | Afganistán      |
| 2016 | Cinema Honorary Award                                  | 6th International Crime & Punishment Film Festival                                                       | Turquía         |
| 2016 | Best Film                                              | Tales, Prague Iranian Film Festival                                                                      | República Checa |
| 2015 | Audience Award                                         | Tales, Gene Siskel Film Center                                                                           | Estados Unidos  |
| 2015 | Best Film                                              | London Iranian Film Festival                                                                             | Reino Unido     |
| 2015 | Special Jury Prize                                     | Tales, Asia Pacific Screen Awards                                                                        | Australia       |
| 2014 | Best Film                                              | Golden Royal Bengal Tiger Award, Kolkata International Film Festival                                     | India           |
| 2014 | Best Screenplay prize                                  | Venice International Film Festival                                                                       | Italia          |
| 2012 | Special Jury Prize                                     | Dubai International Film Festival                                                                        | Estados Unidos  |
| 2010 | Prix Henri Langlois                                    | Vincennes International Film Festival                                                                    | Francia         |
| 2009 | Special Jury Prize                                     | We Are Half of Iran's Population                                                                         | Estados Unidos  |
| 2009 | Special Jury Prize & Best Actress                      | Mainline, Dhaka International Film Festival                                                              | Pakistán        |
| 2008 | Best Screenplay & Best Actress                         | Mainline, Pyongyang International Film Festival                                                          | Corea del Norte |
| 2008 | Grand Jury Prize                                       | Mainline, International Women's Film Festival                                                            | Francia         |
| 2007 | Achievement in Directing                               | Mainline, Asia Pacific Screen Awards                                                                     | Australia       |
| 2007 | Best Director & Best Actress                           | Mainline,IránCinema House Awards                                                                         | Irán            |
| 2007 | Best Director & Best Actress                           | Mainline, Fajr International Film Festival                                                               | Irán            |
| 2006 | Best Film                                              | Mainline, City International Film Festival                                                               | Irán            |
| 2006 | Best Film                                              | Mainline, Asiatica Film Mediale (Italy)ational Film Festival                                             | España          |
| 2006 | Netpac Award                                           | Gilaneh, Vesoul Asian Film Festival                                                                      | Francia         |
| 2006 | Golden Lotus Award                                     | Iranian Women Film Directors                                                                             | Irán            |
| 2005 | Best Film & Best Actress                               | Gilaneh, Kara International Film Festival]]                                                              | Pakistán        |
| 2004 | Artistic & Cultural Achievement Award                  | Kara International Film Festival                                                                         | Pakistán        |
| 2002 | Special Jury Award                                     | Under the Skin of the City, Seattle International Film Festival                                          | Estados Unidos  |
| 2002 | Netpac Award, Our Times…                               | Locarno International Film Festival                                                                      | Suiza           |
| 2001 | Netpac Award                                           | Under the Skin of the City, Karlovy Vary International Film Festival                                     | República Checa |
| 2001 | Holden Award for Best Script / Audience Award          | Cinema Venice Award for Best Feature Film, Under the Skin of the City, Turin International Film Festival | Italia          |
| 2000 | Special Jury Prize / Under the Skin of the City        | Moscow International Film Festival                                                                       | Rusia           |
| 1998 | Special Jury Award / The May Lady                      | Fajr International Film Festival                                                                         | Irán            |
| 1998 | Honourable Mention, FIPRESCI Award, The May Lady       | Montreal International Film Festival                                                                     | Canadá          |
| 1998 | Prince Claus                                           | Prince Claus Prize for Culture and Development                                                           | Países Bajos    |
| 1998 | Peace and Freedom Award                                | "Il Sindaco di Firenze” Peace and Freedom Award                                                          | Italia          |
| 1996 | Best Asian Woman Director, The Blue Veiled             | India International Film Festival                                                                        | India           |
| 1996 | FIPRESCI Award, The Blue Veiled                        | Tessaloniki International Film Festival                                                                  | Grecia          |
| 1995 | Bronze Leopard, The Blue Veiled                        | Locarno International Film Festival                                                                      | Suiza           |
| 1994 | Best Script & Best Supporting Actress, The Blue Veiled | Fajr International Film Festival                                                                         | Irán            |
| 1991 | Best Director & Best Musical Score, Nargess,           | Fajr International Film Festival                                                                         | Irán            |
| 1988 | Best Supporting Actor, Canary Yellow                   | Fajr International Film Festival                                                                         | Irán            |
| 1987 | Best Film, Off the Limits                              | Comedy International Film Festival                                                                       | Italia          |
| 1987 | Bronze Leopard                                         | 48th Locarno Film Festival The Blue-Veiled                                                               | Irán            |
| 1998 | Prince Claus Award                                     | The Prince Claus Award                                                                                   | Países Bajos    |
| 1998 | Best Achievement in Directing                          | Asia Pacific Screen Awards (for Mainline, with Mohsen Abdolvahab)                                        | Asia            |
| 2008 | Honorary doctorate                                     | University of London                                                                                     | Reino Unido     |
| 2014 | Best Screenplay Award                                  | 71st Venice International Film Festival (for Tales, with Farid Mostafavi)[12]                            | Italia          |

## Participaciones
| Año  | Cargo                 | Organización                                    | País                   |
| ---- | --------------------- | ----------------------------------------------- | ---------------------- |
| 2017 | Miembro del jurado    | Venice International Film Festival              | Italia                 |
| 2017 | Escritora             | Academy Oscars Member                           | Estados Unidos         |
| 2017 | Presidente del jurado | Vesoul Film Festival                            | Francia                |
| 2017 | Presidente del jurado | Prague Iranian Film Festival                    | República Checa        |
| 2016 | Presidente del jurado | Image Film Festival                             | Irán                   |
| 2016 | Presidente del jurado | Cinema Verite International Film Festival       | Irán                   |
| 2013 | Presidente del jurado | Busan International Film Festival               | Corea del Sur          |
| 2013 | Clase magistral       | California Institute of the Arts                | Estados Unidos         |
| 2012 | Miembro del jurado    | Shanghai International Film Festival            | China                  |
| 2010 | Miembro del jurado    | Dubai International Film Festival               | Emiratos Árabes Unidos |
| 2010 | Miembro del jurado    | Asiatic Film Mediale Festival                   | Italia                 |
| 2010 | Clase magistral       | Walker Art Center, Minneapolis                  | Estados Unidos         |
| 2010 | Miembro del jurado    | Fribourg International Film Festival            | Switzerland            |
| 2009 | Miembro del jurado    | Urban International Film Festival               | Irán                   |
| 2009 | Productora            | Heiran, feature-film                            | Irán                   |
| 2008 | Productora            | Second House, documentary                       | Irán                   |
| 2008 | Doctorado honorario   | University of London                            | Irán                   |
| 2008 | Clase magistral       | School of Oriental and African Studies, SOAS    | England                |
| 2008 | Clase magistral       | Geneva University of Art & Design ESBA)         | Italia                 |
| 2008 | Miembro del jurado    | Cinema Verite International Film Festival       | Irán                   |
| 2007 | Miembro del jurado    | Women's Film Festival                           | Irán                   |
| 2006 | Miembro del jurado    | Asian Cinema, Fajr International Film Festival  | Irán                   |
| 2005 | Miembro del jurado    | Art University Student Festival                 | Irán                   |
| 2003 | Directora             | Sony Young Directors Film Festival              | Irán                   |
| 2003 | Miembro del jurado    | Asia Pacific Film Festival                      | Irán                   |
| 2002 | Miembro del jurado    | Sony Young Directors Film Festival              | Irán                   |
| 2002 | Miembro del jurado    | Moscow International Film Festival              | Russia                 |
| 2002 | Miembro del jurado    | Cairo International Film Festival               | Egipto                 |
| 2001 | Miembro del jurado    | Fajr International Film Festival                | Irán                   |
| 2001 | Miembro del jurado    | Montreal International Film Festival            | Canadá                 |
| 2001 | Miembro del jurado    | Youth Film Festival                             | Irán                   |
| 1999 | Miembro del jurado    | Student Film Festival                           | Irán                   |
| 1999 | Miembro del jurado    | Leipzig International Film Festival             | Alemania               |
| 1999 | Miembro del jurado    | Tokyo Environmental International Film Festival | Japón                  |
| 1998 | Miembro del jurado    | New Delhi International Film Festival           | India                  |
| 1997 | Miembro del jurado    | Student Film Festival                           | Irán                   |
| 1996 | Miembro del jurado    | Locarno International Film Festival             | Suiza                  |
| 1995 | Miembro del jurado    | Turin International Film Festival               | Italia                 |
| 1993 | Miembro del jurado    | Center for Irán ian Film Directors              | Irán                   |
| 1992 | Miembro del jurado    | Roshd Film Festival                             | Irán                   |
| 1990 | Miembro del jurado    | Fajr International Film Festival                | Irán                   |